# Équipe du Liban des moins de 17 ans de football
Maillots
L'équipe du Liban des moins de 17 ans est une sélection de joueurs de moins de 17 ans au début des deux années de compétition placée sous la responsabilité de la Fédération du Liban de football. 

## Parcours en Coupe d'Asie des nations de football des moins de 16 ans
- 1985 : Non inscrit
- 1986 : Non inscrit
- 1988 : Non inscrit
- 1990 : Non inscrit
- 1992 : Non inscrit
- 1994 : Non inscrit
- 1996 : Non inscrit
- 1998 : Non inscrit
- 2000 : Non qualifié
- 2002 : Forfait
- 2004 : Non qualifié
- 2006 : Non qualifié
- 2008 : Non qualifié
- 2010 : Non qualifié
- 2012 : Forfait
- 2014 : Non qualifié
- 2016 : Non qualifié
- 2018 : Non qualifié
- 2023 : À venir

## Parcours en Coupe du monde des moins de 17 ans
- 1985 : Non inscrit
- 1987 : Non inscrit
- 1989 : Non inscrit
- 1991 : Non inscrit
- 1993 : Non inscrit
- 1995 : Non inscrit
- 1997 : Non inscrit
- 1999 : Non inscrit
- 2001 : Non qualifié
- 2003 : Forfait
- 2005 : Non qualifié
- 2007 : Non qualifié
- 2009 : Non qualifié
- 2011 : Non qualifié
- 2013 : Forfait
- 2015 : Non qualifié
- 2017 : Non qualifié
- 2019 : Non qualifié
- 2023 : À venir